# تنها (ترانه)
«تنها» (به فرانسوی: Seul) تک‌آهنگی از هنرمند اهل کانادا «گارو» است که در سال ۲۰۰۰ میلادی منتشر شد.
«تنها» پس از انتشار به موفقیت چشمگیری در کشورهای فرانسه و بلژیک دست یافت و سه ماه در صدر جداول موسیقی این کشورها باقی ماند. تا به امروز، این ترانهٔ وی، موفق‌ترین ترانه‌اش بوده است.

## جدول موسیقی
| جدول (۲۰۰۲–۲۰۰۰)               | بالاترین رتبه |
| ------------------------------ | ------------- |
| بلژیک (اولتراتاپ ۵۰ والونی)    | ۱             |
| فرانسه (اس‌ان‌ئی‌پی)              | ۱             |
| لهستان (جدول‌های موسیقی لهستان) | ۳             |
| سوئیس (شوایزر هیت‌پاراد)        | ۱۰            |

| جدول (۲۰۰۱)                   | جایگاه |
| ----------------------------- | ------ |
| بلژیک (اولترا ۴۰ والونی)      | ۲      |
| اروپا (یوروچارت ۱۰۰ آهنگ داغ) | ۱۸     |
| فرانسه (SNEP)                 | ۳      |
| سوئیس (شوایزر هیت‌پاراد)       | ۴۷     |

## گواهینامه
| منطقه                            | گواهی | واحد گواهی‌شده/فروش |
| -------------------------------- | ----- | ------------------ |
| فرانسه (اس‌ان‌ئی‌پی)                | الماس | ۷۵۰٬۰۰۰*           |
| * رقم فروش تنها بر پایهٔ گواهی‌ها. |       |                    |